# 틴토레토
틴토레토(Tintoretto, 1518년-1594년)은 이탈리아의 화가이다.

## 생애
베네치아 태생으로, 티치아노에게서 배웠다. 그는 미켈란젤로의 소묘와 티치아노의 색채를 목표로 하였으며, 다시 인공적인 빛과 그림자, 과장된 단축법을 써서 극적이고도 순간적인 효과를 화면에 폭발시켰다. 초기의 대표작 <노예를 구출하는 성 마르코>에서는 그 전에는 볼 수 없었던 새로운 기법을 보여 주었다. 1550년대 후반부터 공간 효과와 극적 효과가 한층 더 뚜렷이 전개되어 갔다. 1584년 <성 마르코의 기적>을 발표하여 베네치아 파로서 그의 지위가 굳어졌으며, 이탈리아 르네상스의 마지막을 장식한 화가로 이후 마니에리스모인 엘 그레코 등에게 영향을 주었다. 대표작으로 <천국> <최후의 만찬> 등이 있는데, 특히 <천국>은 등장 인물 700명이 넘는 대벽화이다.

## 주요 작품

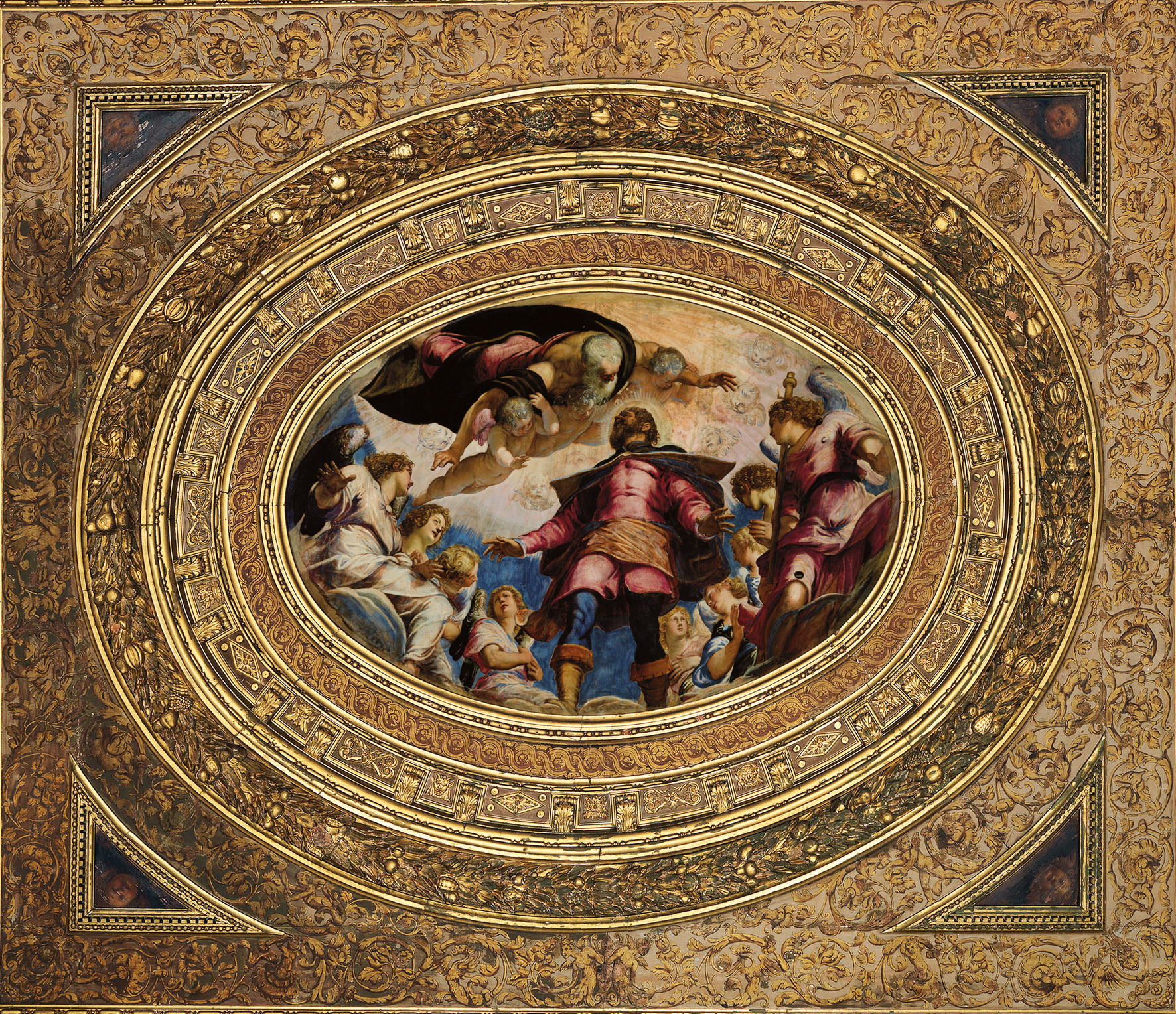
St. Roch in Glory
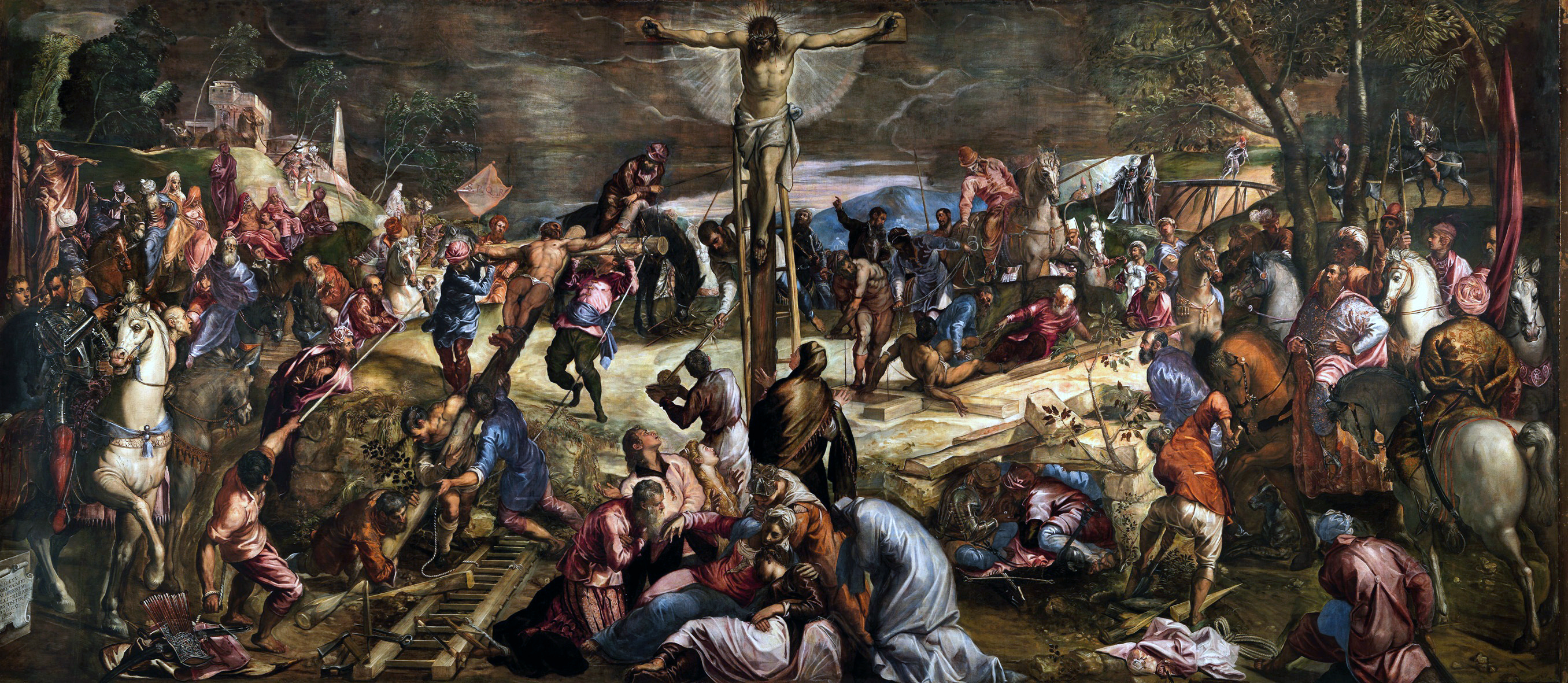
Crucifixion
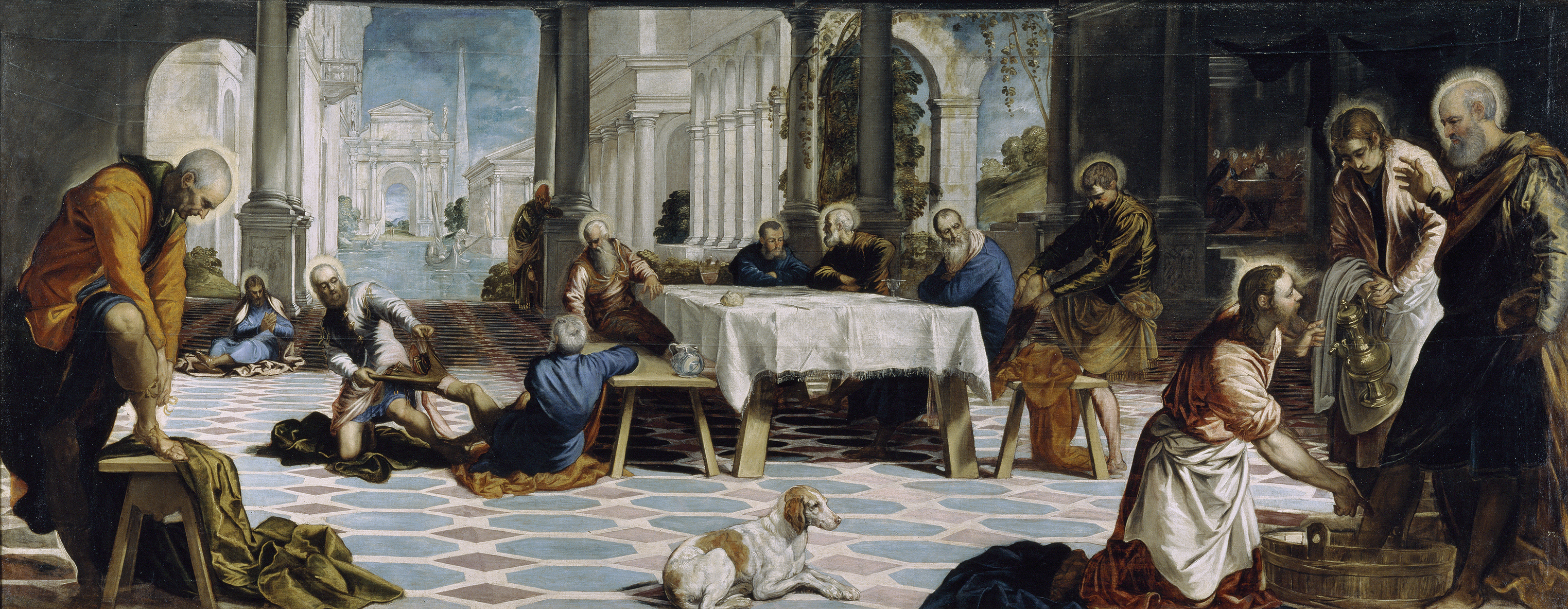
Christ Washing the Disciples' Feet